# Örtjärnen (Söderbärke socken, Dalarna)
Örtjärnen är en sjö i Skinnskattebergs kommun och Smedjebackens kommun i Dalarna och ingår i Norrströms huvudavrinningsområde. Sjön är 30,8 meter djup, har en yta på 0,603 kvadratkilometer och befinner sig 209,6 meter över havet. Sjön avvattnas av vattendraget Plågbäcken.

## Delavrinningsområde
Örtjärnen ingår i det delavrinningsområde (664715-148975) som SMHI kallar för Inloppet i Billsjön. Medelhöjden är 221 meter över havet och ytan är 8,29 kvadratkilometer. Det finns inga avrinningsområden uppströms utan avrinningsområdet är högsta punkten. Plågbäcken som avvattnar avrinningsområdet har biflödesordning 4, vilket innebär att vattnet flödar genom totalt 4 vattendrag innan det når havet efter 228 kilometer. Avrinningsområdet består mestadels av skog (79 procent). Avrinningsområdet har 0,83 kvadratkilometer vattenytor vilket ger det en sjöprocent på 9,9 procent.